# Paralecanographa
Paralecanographa is een geslacht van schimmels behorend tot de familie Roccellaceae. De typesoort is Paraingaderia placodioidea.

## Soorten
Volgens Index Fungorum telt het geslacht twee soorten (peidatum maart 2022):
| Soortnaam                      | Auteur(s)              | Publicatiejaar |
| ------------------------------ | ---------------------- | -------------- |
| Paralecanographa grumulosa     | (Dufour) Ertz & Tehler | 2011           |
| Paralecanographa thelopsisocia | (B. de Lesd.) Cl. Roux | 2014           |